# Schluefweg Kolping Arena
Schluefweg Kolping Arena, znana tudi kot Eishalle Schluefweg in Kolping Arena, je športna dvorana v Klotnu, Zürich, Švica. Primarno je v uporabi za hokej na ledu in je domača dvorana kluba Kloten Flyers. Zgrajena je bila leta 1997, njena kapaciteta je 7.561 ljudi, od tega je 2.500 sedišč in 5.061 stojišč. 
Od 1997 do 2004 se je turnir v ženskem tenisu Zürich Open (takrat še pod imenom Swisscom Challenge) vselej odvijal v Kolping Areni. Leta 2004 je dvorana gostila Svetovno prvenstvo v floorballu.  Leta 2009 je v njej (druga dvorana, ki je gostila prvenstvo, je bila PostFinance-Arena) potekalo Svetovno prvenstvo v hokeju na ledu 2009 elitne divizije.
Avgusta 2008 so dvorano preimenovali iz »Eishalle Schluefweg« v »Schluefweg Kolping Arena«. Slednje ime se bo uporabljalo sedem let. Preimenovanje je bilo posledica pridobitve imenskih pravic zavarovalne družbe Kolping Krankenkassen AG za naslednjih sedem let. 